# Euxoa uncarpa
Euxoa uncarpa là một loài bướm đêm trong họ Noctuidae.